# Isla Home (Islas Cocos)
La isla Home (en inglés: Home Island), también conocida localmente como Pulu Selma, es una de las dos únicas islas con población permanente, dentro de las 26 que conforman el Atolón Sur de las Islas Cocos (Keeling), territorio externo de Australia en el océano Índico. Su superficie es de 0.95 km² y en ella está la mayor población del territorio, Bantam, de aproximadamente 500 habitantes, en su mayoría malayos de Cocos.